# Kawaguchi Akitsugu
Kawaguchi Akitsugu (jap. 河口 商次; * 8. April 1902 in der Präfektur Kumamoto; † 30. Juli 1984) war ein japanischer Mathematiker und Hochschullehrer.

## Leben und Laufbahn
Kawaguchi studierte 1922–1928 Mathematik  an der Kaiserlichen Universität Tōhoku in Sendai (heutige Universität Tōhoku), wo er 1925 das Bakkalaureat erlangte. Er verbrachte die Jahre 1928–1930 mit weiterführenden Studien in Europa, insbesondere in Deutschland und Italien, in Indien und in den USA. 1930 wurde er an der Universität Hokkaidō außerordentlicher Professor und dort im Jahre 1932 auch ordentlicher Professor. Diese Stellung hatte er bis zu seiner Emeritierung im Jahre 1966 inne. Zudem lehrte er als Gastprofessor in den Jahren 1952–1970 an der Nihon-Universität. Daneben war von 1967 an in leitender Funktion an der Technischen Hochschule Sagami (heute Technische Universität Shōnan) tätig.

## Wissenschaftliche Leistungen
Kawaguchis arbeitet in der Hauptsache und mit großer Anerkennung auf dem Gebiet der Geometrie und in Sonderheit auf dem Gebiet der Differentialgeometrie. Hier unternahm er ausgedehnte Untersuchungen zur Projektiven Differentialgeometrie und entwickelte dabei viele der dort benötigten Hilfsmittel des Tensorkalküls. Wesentliche Leistungen erbrachte Kawaguchi in der Erforschung der Finsler-Geometrie, für die er als einer der Pioniere gilt. Er ist auch der Begründer der sogenannten Geometrie höherer Ordnung (englisch higher order geometry), wo nach ihm die geometrische Strukturklasse der sogenannten Kawaguchi-Räume (englisch Kawaguchi spaces) benannt ist.
Im Jahre 1938 gründete Kawaguchi in Sapporo die wissenschaftliche Gesellschaft Tensor und im Zusammenhang damit die wissenschaftliche Zeitschrift gleichen Namens, deren Zielsetzung die Förderung und Weiterentwicklung der Differentialgeometrie und der internationalen Zusammenarbeit der Differentialgeometer besteht.

## Schriften
Kawaguchi machte als Autor beziehungsweise Koautor (und in mehreren Sprachen, nicht zuletzt auf Japanisch, Deutsch, Italienisch und Englisch) mehr als 150 wissenschaftliche Veröffentlichungen und verfasste 36 Fachbücher, in denen er alle Zweige der Geometrie behandelte.

## Fußnote
| Personendaten    | Personendaten            |
| ---------------- | ------------------------ |
| NAME             | Kawaguchi, Akitsugu      |
| ALTERNATIVNAMEN  | 河口商次 (japanisch)     |
| KURZBESCHREIBUNG | japanischer Mathematiker |
| GEBURTSDATUM     | 8. April 1902            |
| GEBURTSORT       | Präfektur Kumamoto       |
| STERBEDATUM      | 30. Juli 1984            |